# Flos Duellatorum
Flos Duellatorum er navnet på der versioner af Fiore dei Liberis illuminerede fægtebog, der blev skrevet i 1410 (dateret til 1409 i den julianske kalender). Der findes fem bevarede udgaver uner titlen Fior di Battaglia. Både Flos Duellatorum og Fior di Battaglia kan groft oversættes til "Kampens blomts" fra hhv. latin og italiensk.

## Manuskripter
Manuskriptet dateret til 1409 blev betragtet som gået tabt, men man har fundet ud af, at det findes i en privat samling. Det bliver omtalt som Pisani-Dossi-manuskriptet efter den sidste samling det var en del af inden det forsvandt. Informationerne fra manuskriptet eroverleveret i en faksimile fra 1902 af den italienske historiker Francesco Novati. Af samme årsag kaldes Flos Duellatorum også Novati-manuskriptet eller Novatiudgaven.
Der findes to bevarede manuskriptet kaldet Getty-Ludwig ("Getty's copy", Los Angeles, MS Ludwig XV13) og Pierpont Morgan Library ("Morgan's copy", New York, MS M 0.0383).  Begge disse har titlen Fior di Battaglia, men er ikke dateret.
Til forskel fra de to andre udgaver, så indeholder Morgan-versionen ikke en dedikation til Nicolò III d'Este, som Fiore arbejdede for, da han fremstillede manuskriptet. Indledningen minder om Getty-versionen.
Ifølge Robert Charron, der er ekspert i manuskripter, er Getty-Ludwig-udgaven den mest informative, da den adskiller sig ved at have adskillige kategoriseringer, som er blevet tilføjet af den person, som har kopieret den, hvilket hjælper på forståelsen af indholder.
Oversigter fra biblioteket på den italiensk fæstning Castello Estense i Ferrara indikerer, at der har været mindst fem kopier af Fiores værk. I 1508 bliver manuskripterne ikke længere nævnt i bibliotekets oversigt. To versioner af Fiores manuskript dukkede op igen i private samlinger i Venedig. Både Morga- og Getty-versionerne blev opbevaret i England i 1800-tallet, før de blev flyttet til dere snuværende placering i USA.

## Indhold
Novati-udgaven består af illustrerede billeder af situationerne sat sammen med korte vers med rim på italiensk, som beskriver, hvad der sker på billedet.
Pisani-Dossi-versionen indeholder kapitler om:
- Wrestling
- Daggert (inklusive forsvar mod en daggert, både når man selv har en daggert og når man er ubevæbnet)
- Sværd i én hånd
- Spyd og stav (våbnene bliver behandlet på samme måde i Fiores system)
- Sværd i to hænder
- Sværd i rustning (hovedsageligt teknikker med halvandenhåndssværd)
- Stavøkse
- Kamp til hest (inklusive wrestling, sværd og lanse fra hesteryg)
- Sværd mod daggert

Fiore nævner også brugen af:
- Bastoncello
- Stav og daggert
- Par med køller
- Brugen af chiavarina (spyd) mod en mand til hest

### Sette spade
Det bedst kendte billede fra Flos Duellatorum er sette spade (syv sværd), der en oversigt i begyndelsen af sektionen om langsværd (fol. 17A), som minder om et første billede i Codex Wallerstein. Det er en mand, er har syv sværd omkring sig, som opdeler kroppen. Hver af sværdene repræsentere poste elle rudgangspositionerne. Derudover er der fire dyr, som hver repræsenterer de fire dyder for en fægter.

## Yderligere læsning
- Flos Duellatorum -  Manuale di Arte del Combattimento del XV secolo di Fiore dei Liberi, Italian Publication af Marco Rubboli og Luca Cesari, Il Cerchio - Gli Archi, ISBN 88-8474-023-1